# ヴェロニカ・スクヴォルツォワ
ヴェロニカ・イーゴレヴナ・スクヴォルツォワ（スクウォルツォワ、ロシア語: Верони́ка И́горевна Скворцо́ва、ラテン文字転写の例：Veronika Igorevna Skvortsova、1960年11月1日 - ）は、ロシア連邦の医師（神経学）・政治家。ロシア医学アカデミー会員相当。医学博士。2012年5月21日からウラジーミル・プーチン政権3期目と4期目でロシア連邦保健相（厚生大臣に相当）を務めた。

## 経歴・概要
1960年11月1日にモスクワで第5世代の医師の家庭に生まれる。1977年高等学校卒業の時に成績優秀で金メダルを授与される。1983年に第二モスクワ医科大学（現在のロシア国民研究医科大学）小児課程を卒業し、2年間の臨床研修を経て、1988年に医学博士号取得。1988年から1997年まで上級医学助手・助教・准教授。1989年にモスクワ市第一病院勤務。1999年に論文『急性虚血性脳卒中における臨床神経生理学的モニタリング、代謝治療』により、教授の称号を授与された。1997年にロシア国立医科大学で神経学科が開設され、基礎と臨床神経学講座を担当した。1999年に脳卒中対策全国協会の創設に関わる。2004年にロシア医学アカデミー（PAMH）会員相当。2005年にロシア国立医科大学脳卒中研究所長。2008年にロシア保健・社会開発省次官に任命される。2012年5月21日にドミートリー・メドヴェージェフ内閣のロシア連邦保健相に任命される。
2015年7月18日に北方領土・色丹島を訪問し、病院の開設式に出席した。ロシア連邦の要人が北方領土を訪問したのは、2014年9月にセルゲイ・イワノフ大統領府長官が択捉島を訪問して以来の事である
。